# Mustela eversmanii
El turón de la estepa (Mustela eversmanii) es un mamífero carnívoro de la familia Mustelidae, y una de las varias especies de turón del género Mustela. 

## Distribución
Se le encuentra en las estepas y desiertos del este de Europa y repúblicas de la antigua Unión Soviética, Mongolia y China.